# 1879年
1879年（1879 ねん）は、西暦（グレゴリオ暦）による、水曜日から始まる平年。明治12年。

## 他の紀年法
- 干支：己卯
- 日本（月日は一致）
  - 明治12年
  - 皇紀2539年
- 清：光緒4年12月9日 - 光緒5年11月18日
- 朝鮮
  - 李氏朝鮮・高宗16年
  - 檀紀4212年
- 阮朝（ベトナム）：嗣徳31年12月9日 - 嗣徳32年11月18日
- 仏滅紀元：2421年 - 2422年
- イスラム暦：1296年1月7日 - 1297年1月17日
- ユダヤ暦：5639年4月6日 - 5640年4月16日
- 修正ユリウス日(MJD)：7350 - 7714
- リリウス日(LD)：108191 - 108555

※檀紀は、大韓民国で1948年に法的根拠を与えられたが、1962年からは公式な場では使用されていない。

## カレンダー
| 1月 |    |    |    |    |    |    |
| 日  | 月 | 火 | 水 | 木 | 金 | 土 |
|     |    |    | 1  | 2  | 3  | 4  |
| 5   | 6  | 7  | 8  | 9  | 10 | 11 |
| 12  | 13 | 14 | 15 | 16 | 17 | 18 |
| 19  | 20 | 21 | 22 | 23 | 24 | 25 |
| 26  | 27 | 28 | 29 | 30 | 31 |    |
|     |    |    |    |    |    |    |

| 2月 |    |    |    |    |    |    |
| 日  | 月 | 火 | 水 | 木 | 金 | 土 |
|     |    |    |    |    |    | 1  |
| 2   | 3  | 4  | 5  | 6  | 7  | 8  |
| 9   | 10 | 11 | 12 | 13 | 14 | 15 |
| 16  | 17 | 18 | 19 | 20 | 21 | 22 |
| 23  | 24 | 25 | 26 | 27 | 28 |    |
|     |    |    |    |    |    |    |

| 3月 |    |    |    |    |    |    |
| 日  | 月 | 火 | 水 | 木 | 金 | 土 |
|     |    |    |    |    |    | 1  |
| 2   | 3  | 4  | 5  | 6  | 7  | 8  |
| 9   | 10 | 11 | 12 | 13 | 14 | 15 |
| 16  | 17 | 18 | 19 | 20 | 21 | 22 |
| 23  | 24 | 25 | 26 | 27 | 28 | 29 |
| 30  | 31 |    |    |    |    |    |
|     |    |    |    |    |    |    |

| 4月 |    |    |    |    |    |    |
| 日  | 月 | 火 | 水 | 木 | 金 | 土 |
|     |    | 1  | 2  | 3  | 4  | 5  |
| 6   | 7  | 8  | 9  | 10 | 11 | 12 |
| 13  | 14 | 15 | 16 | 17 | 18 | 19 |
| 20  | 21 | 22 | 23 | 24 | 25 | 26 |
| 27  | 28 | 29 | 30 |    |    |    |
|     |    |    |    |    |    |    |

| 5月 |    |    |    |    |    |    |
| 日  | 月 | 火 | 水 | 木 | 金 | 土 |
|     |    |    |    | 1  | 2  | 3  |
| 4   | 5  | 6  | 7  | 8  | 9  | 10 |
| 11  | 12 | 13 | 14 | 15 | 16 | 17 |
| 18  | 19 | 20 | 21 | 22 | 23 | 24 |
| 25  | 26 | 27 | 28 | 29 | 30 | 31 |
|     |    |    |    |    |    |    |

| 6月 |    |    |    |    |    |    |
| 日  | 月 | 火 | 水 | 木 | 金 | 土 |
| 1   | 2  | 3  | 4  | 5  | 6  | 7  |
| 8   | 9  | 10 | 11 | 12 | 13 | 14 |
| 15  | 16 | 17 | 18 | 19 | 20 | 21 |
| 22  | 23 | 24 | 25 | 26 | 27 | 28 |
| 29  | 30 |    |    |    |    |    |
|     |    |    |    |    |    |    |

| 7月 |    |    |    |    |    |    |
| 日  | 月 | 火 | 水 | 木 | 金 | 土 |
|     |    | 1  | 2  | 3  | 4  | 5  |
| 6   | 7  | 8  | 9  | 10 | 11 | 12 |
| 13  | 14 | 15 | 16 | 17 | 18 | 19 |
| 20  | 21 | 22 | 23 | 24 | 25 | 26 |
| 27  | 28 | 29 | 30 | 31 |    |    |
|     |    |    |    |    |    |    |

| 8月 |    |    |    |    |    |    |
| 日  | 月 | 火 | 水 | 木 | 金 | 土 |
|     |    |    |    |    | 1  | 2  |
| 3   | 4  | 5  | 6  | 7  | 8  | 9  |
| 10  | 11 | 12 | 13 | 14 | 15 | 16 |
| 17  | 18 | 19 | 20 | 21 | 22 | 23 |
| 24  | 25 | 26 | 27 | 28 | 29 | 30 |
| 31  |    |    |    |    |    |    |
|     |    |    |    |    |    |    |

| 9月 |    |    |    |    |    |    |
| 日  | 月 | 火 | 水 | 木 | 金 | 土 |
|     | 1  | 2  | 3  | 4  | 5  | 6  |
| 7   | 8  | 9  | 10 | 11 | 12 | 13 |
| 14  | 15 | 16 | 17 | 18 | 19 | 20 |
| 21  | 22 | 23 | 24 | 25 | 26 | 27 |
| 28  | 29 | 30 |    |    |    |    |
|     |    |    |    |    |    |    |

| 10月 |    |    |    |    |    |    |
| 日   | 月 | 火 | 水 | 木 | 金 | 土 |
|      |    |    | 1  | 2  | 3  | 4  |
| 5    | 6  | 7  | 8  | 9  | 10 | 11 |
| 12   | 13 | 14 | 15 | 16 | 17 | 18 |
| 19   | 20 | 21 | 22 | 23 | 24 | 25 |
| 26   | 27 | 28 | 29 | 30 | 31 |    |
|      |    |    |    |    |    |    |

| 11月 |    |    |    |    |    |    |
| 日   | 月 | 火 | 水 | 木 | 金 | 土 |
|      |    |    |    |    |    | 1  |
| 2    | 3  | 4  | 5  | 6  | 7  | 8  |
| 9    | 10 | 11 | 12 | 13 | 14 | 15 |
| 16   | 17 | 18 | 19 | 20 | 21 | 22 |
| 23   | 24 | 25 | 26 | 27 | 28 | 29 |
| 30   |    |    |    |    |    |    |
|      |    |    |    |    |    |    |

| 12月 |    |    |    |    |    |    |
| 日   | 月 | 火 | 水 | 木 | 金 | 土 |
|      | 1  | 2  | 3  | 4  | 5  | 6  |
| 7    | 8  | 9  | 10 | 11 | 12 | 13 |
| 14   | 15 | 16 | 17 | 18 | 19 | 20 |
| 21   | 22 | 23 | 24 | 25 | 26 | 27 |
| 28   | 29 | 30 | 31 |    |    |    |
|      |    |    |    |    |    |    |

## できごと

### 1月
- 1月1日 - ブラームスヴァイオリン協奏曲 初演（ライプツィヒ）
- 1月4日 - 梟刑廃止
- 1月9日 - 大蔵省商務局を設置。
- 1月11日 - ズールー戦争（ - 7月4日）：英国がズールー王国に侵攻
- 1月13日 - 蓬萊橋竣工
- 1月15日 - 東京学士会院(後の日本学士院)創設
- 1月21日 - イプセン戯曲「人形の家」初演（コペンハーゲン）
- 1月22日 - ズールー戦争：イサンドルワナの戦い（英語版）
- 1月25日 - 大阪で朝日新聞創刊
- 1月30日 - マクマオン仏大統領が辞任
- 1月31日 - 高橋お伝斬首刑

### 2月
- 2月14日 - ペルー・ボリビアとチリの間で太平洋戦争が勃発。
- 2月27日 - ジョンズ・ホプキンス大学でサッカリンを発明
- 横浜正金銀行設立（開業1880年2月28日）

### 3月
- 3月3日 - 米最高裁で初の女性判事が任命 (Belva Ann Lockwood)
- 3月27日 - 琉球処分官松田道之が首里城で廃藩置県を言い渡す。
- 3月29日 - チャイコフスキー歌劇「エフゲニー・オネーギン」初演（モスクワ）

### 4月
- 4月1日 - 小菅集治監設置
- 4月4日 - 琉球藩廃止・沖縄県設置（琉球処分）
- 4月5日 - 太平洋戦争: チリがペルー・ボリビアに宣戦布告
- 4月24日 - 東京・浦賀・館山間に汽船運航（後の東京湾フェリー）
- 囲碁団体方円社設立（村瀬秀甫ら）

### 5月
- 5月6日 - 植物御苑（後の新宿御苑）開設
- 5月21日 - 太平洋戦争: イキケの海戦
- 5月26日 - 第二次アフガン戦争：ガンダマク条約（英語版）締結
- 5月26日 - 米国でマディソン・スクエア・ガーデン（初代）開場

### 6月
- 6月4日 - 東京招魂社が靖國神社と改称され、別格官幣社となる

### 7月
- 7月3日 - グラント前米大統領来日（ - 9月3日）
- 7月4日 - ズールー戦争: 英国がズールー王国を保護国化
- 7月14日 - コレラの予防規則（海港虎列刺病伝染予防規則）公布（検疫記念日の由来）。この年コレラ大流行により全国で10万人の死者が出た[1]。
- 7月17日 - ハワイ王国初の鉄道が開業（カフルイ・ワイルク間）
- 東京府癲狂院（後の松沢病院)設立

### 8月
- 8月1日 - 東京海上保険設立
- 8月4日 - 教皇レオ13世が回勅Aeterni Patrisを発布
- 8月15日 - 東京で虎列刺避病院設置
- 8月17日 - 仏パナマ運河会社設立（フェルディナン・ド・レセップス、1889年パナマ運河疑獄）
- 8月21日 - アイルランドクノックで聖母の出現が目撃される

### 9月
- 9月15日 - 昨年10月来日本で猛威を振るうコレラの被害発表（罹患138,953名，死者76,597名）
- 9月17日 - シドニー万国博覧会開幕（ - 1880年4月20日）
- 9月18日 - 英国ブラックプールで最初の電飾 (Blackpool Illuminations)
- 9月27日 - 千住製絨所開業
- 9月29日 - 教育令公布（学制廃止）

### 10月
- 10月1日 - 横浜で美會神学校（青山学院の源流の一つ）開校
- 10月7日 - 独墺同盟調印
- 10月8日 - 太平洋戦争：アンガモスの海戦
- 10月12日 - 第二次アフガン戦争：英軍がカーブルを占領
- 10月21日 - エジソンが白熱電球を発明
- 10月28日 - 水上警察署（後の東京水上警察署）設置

### 11月
- 11月4日 - ジェームズ・リッティがキャッシュレジスターの特許を取得
- 11月17日 - 小学校唱歌が編纂される

### 12月
- 12月6日 - 函館で大火
- 12月26日 - 日本橋区・京橋区大火（焼失10613戸）
- 12月28日 - 英国テイ鉄道橋で崩落事故（死者78名）
- 12月31日 - ハワイ王国でイオラニ宮殿着工

### 日付不詳
- 新潟で神前結婚が行われ話題となる

## 誕生
- 1月1日 - E・M・フォースター、イギリスの小説家（+ 1970年）
- 1月18日 - 猪飼たね、長寿日本一だった人物・元日本最高齢記録保持者（+ 1995年）
- 1月22日 - フランシス・ピカビア、フランスの画家（+ 1953年）
- 1月29日 - 佐分利貞男、外交官（+ 1929年）
- 1月31日 - 鳥井信治郎、実業家・サントリーの創業者（+ 1962年）
- 1月31日（ユリウス暦1月19日） - ボリス・サヴィンコフ、ロシアの革命家・作家（+ 1925年）
- 2月1日 - 臼田亜浪、俳人（+ 1951年）
- 2月4日 - ジャック・コポー、フランスの演出家・俳優（+ 1949年）
- 2月22日 - ヨハンス・ブレンステッド、デンマークの化学者（+ 1947年）
- 2月25日 - 平沼亮三、実業家・政治家（+ 1959年）
- 2月26日 - フランク・ブリッジ、イギリスの作曲家・弦楽奏者・指揮者（+ 1941年）
- 3月1日 - 田辺七六、政治家・実業家（+ 1952年）
- 3月3日 - 正宗白鳥、作家（+ 1962年）
- 3月5日 - ウィリアム・ベヴァリッジ、イギリスの経済学者・社会政策学者（+ 1963年）
- 3月8日 - オットー・ハーン、ドイツの化学者（+ 1968年）
- 3月10日 - 橋戸信、野球選手（+ 1936年）
- 3月14日 - アルベルト・アインシュタイン、ドイツ生まれの物理学者（+ 1955年）
- 3月27日 - エドワード・スタイケン、アメリカの写真家（+ 1973年）
- 4月2日 - 西山翠嶂、日本画家（+ 1958年）
- 4月3日 - 長塚節、作家（+ 1915年）
- 4月3日 - 物集高量、国文学者・作家（+ 1985年）
- 4月9日 - ドク・ホワイト、メジャーリーガー（+ 1969年）
- 4月27日 - トーマス・ビーチャム、イギリスの指揮者（+ 1961年）
- 4月29日 - ヌードルズ・ハーン、メジャーリーガー（+ 1960年）
- 5月12日 - 上田貞次郎、経営学者・経済学者（+ 1940年）
- 6月1日 - クヌート・ラスムッセン、グリーンランドの極地探検家・人類学者（+ 1933年）
- 6月7日 - F・W・クロフツ、イギリスの推理作家（+ 1957年）
- 6月11日 - 櫻井忠温、日本陸軍軍人・作家（+ 1965年）
- 6月11日 - ロジャー・ブレスナハン、メジャーリーガー（+ 1944年）
- 6月15日 - アンリ・ワロン、フランスの心理学者（+ 1962年）
- 7月1日 - レオン・ジュオー、フランスの労働組合活動家（+ 1954年）
- 7月5日 - ドワイト・フィリー・デイヴィス、第49代アメリカ合衆国陸軍長官（+ 1945年）
- 7月5日 - ワンダ・ランドフスカ、ポーランドのチェンバロ奏者・ピアニスト（+ 1959年）
- 7月6日 - アグリッピナ・ワガノワ、ソ連のバレエダンサー（+ 1951年）
- 7月9日 - オットリーノ・レスピーギ、イタリアの作曲家（+ 1936年）
- 7月12日 - 古武弥四郎、生化学者（+ 1968年）
- 7月19日 - 山川登美子、歌人（+ 1909年）
- 7月26日 - 畑俊六、陸軍軍人・政治家（+ 1962年）
- 8月3日 - 岩崎小弥太、実業家・三菱財閥4代目総帥（+ 1945年）
- 8月8日 - 寺内寿一、陸軍軍人・政治家（+ 1946年）
- 8月8日 - エミリアーノ・サパタ、メキシコ革命の指導者（+ 1919年）
- 8月15日 - 唐牛敏世、旧・弘前相互銀行社長・みちのく銀行初代頭取（+ 1979年）
- 8月15日 - エセル・バリモア、アメリカの女優（+ 1959年）
- 8月24日 - 瀧廉太郎、作曲家（+ 1903年）
- 8月31日 - 大正天皇、第123代天皇（+ 1926年）
- 9月2日 - 安重根、朝鮮独立運動家（+ 1910年）
- 9月13日 - 佐久間勉、第六潜水艇艇長（+ 1910年）
- 9月14日 - マーガレット・サンガー、アメリカの産児制限活動家（+ 1966年）
- 9月25日 - 石原忍、医学者、眼科医（+ 1963年）
- 9月30日 - アンリ・カサドシュ、フランスのヴィオラ奏者（+ 1947年）
- 10月1日 - 長谷川時雨、劇作家・小説家（+ 1941年）
- 10月5日 - ペイトン・ラウス、アメリカの病理学者（+ 1970年）
- 10月7日 - ヘルマン・ノール、ドイツの哲学者・教育学者（+ 1960年）
- 10月8日（光緒5年8月23日） - 陳独秀、中国の革命家・思想家（+ 1942年）
- 10月9日 - マックス・フォン・ラウエ、ドイツの物理学者（+ 1960年）
- 10月19日 - 邦彦王妃俔子、皇族・久邇宮邦彦王妃（+ 1956年）
- 10月20日 - 河上肇、経済学者（+ 1946年）
- 11月6日 - ヴァルガ・イェネー、ハンガリー出身の経済学者。ソ連で活躍。（+ 1964年）
- 11月7日（ユリウス暦10月26日） - レフ・トロツキー、ロシアの革命家（+ 1940年）
- 11月7日 - 野口兼資、能楽師（+ 1953年）
- 11月14日 - 菊池契月、日本画家（+ 1955年）
- 12月1日 - 荻原碌山、彫刻家（+ 1910年）
- 12月3日 - 永井荷風、小説家（+ 1959年）
- 12月9日 - 冨田溪仙、日本画家（+ 1936年）
- 12月10日 - E・H・シェパード、イギリスの画家。「クマのプーさん」の挿絵で知られる。（+ 1976年）
- 12月15日 - 梁瀬長太郎、実業家、ヤナセの創業者（+ 1956年）
- 12月17日 - 倉元要一、政治家（+ 1942年）
- 12月18日 - パウル・クレー、スイスの画家（+ 1940年）
- 12月28日 - ウィリアム・ミッチェル、アメリカ合衆国の軍人（+ 1936年）

## 死去
- 1月24日 - ハインリッヒ・ガイスラー、ドイツの技術者（* 1814年）
- 1月31日 - 高橋お伝、「明治の毒婦」（* 1850年）
- 2月10日 - オノレ・ドーミエ、フランスの画家（* 1808年）
- 2月24日 - 不知火光右衛門、力士（* 1825年）
- 3月29日 - 梁川紅蘭、漢詩人（* 1804年）
- 3月30日 - トマ・クチュール、フランスの画家（* 1815年）
- 4月1日 - 大原重徳、公卿（* 1801年）
- 5月15日 - ゴットフリート・ゼンパー、ドイツの建築家（* 1803年）
- 5月24日 - ウィリアム・ロイド・ガリソン、アメリカの奴隷制廃止運動家（* 1805年）
- 6月1日 - ナポレオン・ウジェーヌ・ルイ・ボナパルト（ナポレオン4世）、フランスの皇太子（* 1856年）
- 9月17日 - ウジェーヌ・エマニュエル・ヴィオレ・ル・デュク、フランスの建築家（* 1814年）
- 10月13日 - 川路利良、警視庁大警視（* 1834年）
- 11月5日 - ジェームズ・クラーク・マクスウェル、イギリスの物理学者（* 1831年）
- 11月8日 - マーガレット・オニール・イートン、アメリカ陸軍長官を務めたジョン・ヘンリー・イートンの夫人（* 1799年）